# Área metropolitana de Chukyo
A Região de Chukyo (em japonês: 中京地方, transl. Chūkyō-chihō) situa-se no meio da ilha principal do Japão, Honshū.
A Região de Chukyo engloba as áreas que existe uma influência de Nagoya. Num sentido amplo, o distrito de Chukyo é interpretada três nomos, Aichi, Gifu e Mie.
A Grande Nagoya é chamada Área metropolitana de Chukyo (中京圏), Nagoya é muitas vezes chamada ("Chūkyō"), ou "meio capital", porque ele é a maior cidade da região entre Tóquio, a "capital oriental" e Kyoto ou "capital ocidental".

## Universidades
| Universidade de Nagoya          | 名古屋大学 (Nagoya Daigaku)           |
| Instituto Tecnológico de Nagoya | 名古屋工業大学 (Nagoya Kōgyō Daigaku) |
| Universidade de Gifu            | 岐阜大学 (Gifu Daigaku)               |
| Universidade de Mie             | 三重大学 (Mie Daigaku)                |
| University de Chukyo            | 中京大学 (Chūkyō-daigaku)             |

## Aeroportos
A região possui dois aeroportos:
| Aeroporto Internacional Central de Chubu | 中部国際空港 (Chūbu Kokusai Kūkō) |
| Aeroporto de Nagoya                      | 名古屋飛行場 (Nagoya Hikōjō)      |